# Rebouças (Paraná)

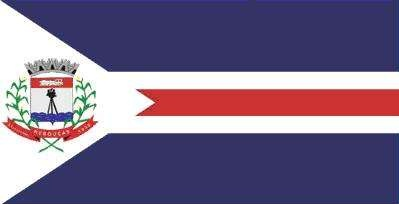
Drapeau de Rebouças (Paraná)

Rebouças est une municipalité brésilienne située dans l'État du Paraná.